# Старобешевский мемориальный музей П. Н. Ангелиной
Старобешевский мемориальный музей П. Н. Ангелиной (укр. Старобешівський меморіальний музей П. Ангеліної) — музей, основанный в 1966 году в Старобешево, Донецкой области. Посвящён женщине-труженице.

## История
В 1965 году в Старобешевской средней школе возникла комната музей посвящённая Прасковье Никитичне Ангелиной по инициативе учеников 10-го «А», потому что здесь раньше училась сама П. Н. Ангелина.
15 апреля 1966 года по решению колхоза «Заветы Ильича» для постройки музея выделили 2 комнаты, где раньше работала Прасковья Никитична.
1 июня 1966 года открыт Мемориальный музей дважды Героя Социалистического Труда П. Н. Ангелиной. Заведующим музея стала Семенцова Ксения Константиновна, работавшая в школе учителем.
С 1 января 1971 года музей называется Мемориальный Музей П. М. Ангелиной, работает как филиал Донецкого областного краеведческого музея. С этого момента до 2006 года музеем заведовала Доценко Лидия Павловна, работавшая учительницей иностранного языка.
С февраля 1998 года принадлежит Старобешевскому районному отделу культуры и туризма.

## Экспозиция
17 апреля 1964 года школьники создали музейную комнату из найденных ими экспонатов, в то время площадь музея составляла 131 квадратный метр.
Когда всё здание отдали под музей, количество экспонатов равнялось 4000, а площадь музея 200 метров квадратных.
На 2013 год в фонде музея насчитывалось 8000 экспонатов.
Кроме экспонатов посвящённых Прасковье Никитичне, в музее хранятся материалы посвящённые выдающимся землякам.
Музей состоит из 6 залов:
- Первый зал посвящён переселению греков в Приазовье,
- Второй — истории Украины в начале XX века,
- Третий — истории Украины в советский период,
- Четвёртый — истории Украины в 1930-е годы,
- Пятый — в 1940—1950-е годы,
- Шестой зал посвящённый общественной и личной жизнь Паши Ангелиной.

## Встречи
В музее проводятся встречи с соратниками Паши Ангелиной и со старожилами греческого населения. Проходят вечера старинных греческих песен и организовываются выставки-продажи греческих кушаний.